# Coupe Davis 1909
Navigation
Édition précédente Édition suivante
La Coupe Davis 1909 est la neuvième du nom. L'épreuve masculine se déroule à Double Bay Grounds, à Sydney, en Australie, pour le challenge round, où le vainqueur précédent affronte directement le finaliste de l'édition en cours. 
L'Australasie, combinaison entre l'Australie et la Nouvelle-Zélande,, remporte sa troisième victoire consécutive. Aucune équipe ne lui disputera le titre l'année suivante, reportant ainsi la 10e édition à 1911.

## Finale
Lieu : Germantown Cricket Club, Philadelphie, États-Unis
Dates : du 11 septembre au 14 septembre 1909
 États-Unis 5-0  Royaume-Uni
- 1 William Larned (États-Unis) (V) - Charles Dixon (Grande-Bretagne) 6-3 6-2 6-0
- 2 William Clothier(États-Unis) (V)- James Parke (Grande-Bretagne)  6- 4 6-3 8-6
- 3 Harold Hackett (États-Unis) Raymond Little(États-Unis)(V) -- Walter Crawley (Grande-Bretagne) James Parke (Grande-Bretagne)  3-6 6-4 6-4 4-6 8-6
- 4 William Larned(États-Unis) (V)- James Parke (Grande-Bretagne)   6-3 6-2 6-3
- 5 William Clothier (États-Unis) (V) - Charles Dixon(Grande-Bretagne) 6-3 6-1 6-4

## Challenge round
Lieu :Double Bay Grounds, Sydney, Australie
Dates : du 27 novembre au 30 novembre 1909
Australasie 5-0  États-Unis
- 1 Norman Brookes (Australasie) (V)- Maurice McLoughlin (États-Unis)  6-2 6-2 6-4
- 2 Anthony Wilding (Australasie)(V)- Melville Long (États-Unis)  6-2 7-5 6-1
- 3 Norman Brookes (Australasie) Anthony Wilding (Australasie) (V)-- Melville Long (États-Unis) Maurice McLoughlin (États-Unis) 12-10 9-7 6-3
- 4 Norman Brookes (Australasie) (V)- Melville Long (États-Unis) 6-4 7-5 8-6
- 5 Anthony Wilding (Australasie)(V) - Maurice McLoughlin (États-Unis) 3-6 8-6 6-2 6-3